# Cristina (kommunhuvudort)
Cristina är en kommunhuvudort i Spanien.   Den ligger i provinsen Provincia de Badajoz och regionen Extremadura, i den centrala delen av landet, 270 km sydväst om huvudstaden Madrid. Cristina ligger 296 meter över havet och antalet invånare är 568.
Terrängen runt Cristina är platt åt nordost, men åt sydväst är den kuperad. Runt Cristina är det mycket glesbefolkat, med 7 invånare per kvadratkilometer. Närmaste större samhälle är Guareña, 2,5 km norr om Cristina. Trakten runt Cristina består i huvudsak av gräsmarker.